# Danh sách nước Nam Mỹ theo GDP (PPP) năm 2006
Đây là danh sách các nước Nam Mỹ xếp theo tổng sản phẩm quốc nội (GDP) theo sức mua tương đương. Số liệu năm 2006 theo đôla quốc tế.
| Xếp hạng Nam Mỹ | Xếp hạng thế giới | Quốc gia  | Tổng GDP PPP (triệu USD) |
| --------------- | ----------------- | --------- | ------------------------ |
| 1               | 10                | Brasil    | 1.552.542                |
| 2               | 22                | Argentina | 599.100                  |
| 3               | 29                | Colombia  | 336.808                  |
| 4               | 44                | Chile     | 186.733                  |
| 5               | 48                | Peru      | 164.110                  |
| 6               | 52                | Venezuela | 153.331                  |
| 7               | 70                | Ecuador   | 56.779                   |
| 8               | 90                | Uruguay   | 32.885                   |
| 9               | 96                | Paraguay  | 29.014                   |
| 10              | 102               | Bolivia   | 25.892                   |
| 11              | 159               | Guyana    | 3.541                    |
| 12              | 164               | Suriname  | 2.812                    |

Tổng GDP Nam Mỹ - $3.061.398